# Жиганци
Жиганци или Жигянци (на македонска литературна норма: Жиганци) е село в източната част на Северна Македония, в Община Чешиново-Облешево.

## География
Селото е разположено в Кочанското поле, западно от град Кочани в подножието на Осогово.

## История
В XIX век Жиганци е предимно българско село в Кочанска кааза на Османската империя. Според статистиката на Васил Кънчов („Македония. Етнография и статистика“) от 1900 година селото (Жегнянци) има 150 жители българи християни и 6 цигани.
По данни на секретаря на екзархията Димитър Мишев („La Macédoine et sa Population Chrétienne“) в 1905 година в Жигянци (Jiguiantzi) има 224 българи екзархисти и 90 власи.
При избухването на Балканската война в 1912 година 3 души от Жиганци са доброволци в Македоно-одринското опълчение.

## Личности
Родени в Жиганци
- Пано Жигянски (1882 – 1962), български революционер